# Anton Zoebl
Anton Zoebl (6. ledna 1852 Brno – 25. června 1902 Vídeň) byl rakouský agronom, vysokoškolský pedagog a politik německé národnosti z Moravy; poslanec Moravského zemského sněmu.

## Biografie
Narodil se v Brně. Vystudoval 1. německé gymnázium v Brně a Vysokou školu zemědělskou ve Vídni. V roce 1876 složil učitelské zkoušky pro výuku na středních zemědělských školách. Téhož roku získal titul doktora filozofie. Díky stipendiu podnikl studijní cesty po zemědělských školách. Na podzim 1876 byl jmenován řádným učitelem a roku 1877 profesorem. Vyučoval v Novém Jičíně. Po deseti letech přešel počátkem roku 1887 na Vysokou školu technickou v Brně, kde působil jako pedagog až do své smrti. Publikoval řadu studií v oboru agronomie. Podílel se na organizování rolnických úvěrových spolků.
Koncem 19. století se zapojil i do vysoké politiky. V zemských volbách roku 1896 byl zvolen na Moravský zemský sněm, za kurii venkovských obcí, obvod Šumperk, Vízenberk, Staré Město, Šilperk. Poslancem byl do své smrti roku 1902. V roce 1896 se uvádí jako německý nacionální kandidát (Německá lidová strana). Porazil tehdy Johanna Rottera, kandidujícího za německé liberály (Německá pokroková strana). Ve volbách získal Zoebl i podporu rodícího se německého agrárního hnutí (Deutsche Bauernpartei Mährens, pozdější Německá agrární strana), ale nebyl přímo jejím kandidátem. Národní politika ho označuje za německého rolnického kandidáta. Byl členem Moravského zemského výboru, kde nahradil poslance Ludwiga Merorese. Od roku 1898 byl prezidentem německé sekce zemské zemědělské rady.
Zemřel v červnu 1902. Odcestoval tehdy vlakem z Brna do Vídně, kde ho krátce po příjezdu postihla mozková mrtvice na levé straně. Ztratil vědomí a jeho stav se během noci zhoršoval, načež zemřel.
Byl pohřben na Ústředním hřbitově v Brně. 